# Phòng trọ ba người
Truyện Phòng trọ ba người là một tác phẩm của nhà văn Nguyễn Nhật Ánh sáng tác vào năm 1990.

## Nội dung
Truyện kể về ba chàng trai là Nhiệm, Chuyên, Mẫn. Cả ba học chung với nhau lúc trung học phổ thông sau đó đã cùng nhau lên thành phố học đại học và ở cùng chung một phòng trọ. Truyện chủ yếu kể lại mối tình phòng trọ của ba chàng cho ba cô gái, những cô gái ấy là Thu Thảo, Sương và Thủy. Phòng trọ ba người là nơi dành cho ba chàng sinh viên Chuyên, Nhiệm, và Mẫn trú ngụ, là nơi họ chia sẻ việc học hành, những trò nghịch ngợm và chia sẻ cả những buồn vui trong đời sống tình cảm. Mẫn, chàng trai nhút nhát vốn quan niệm tình yêu là thứ “ xa xỉ phẩm”, đến lúc phải dựng lên vở kịch tình yêu với sự trợ sức của Thu Thảo, cô học trò tinh nghịch của anh. Trò chơi tưởng chỉ để góp vào không khí sôi động của căn gác trọ ấy, không ngờ đã thực sự cuốn hút chàng trai chuyên “dị ứng với phụ nữ” ấy. Khi buộc lòng phải chấm dứt với trò chơi, cũng là lúc Mẫn cảm thấy buông khuâng như phải chia tay với tình cảm thực sự.